# Pogonogenys masoni
Pogonogenys masoni là một loài bướm đêm trong họ Crambidae.